# Ctirad Malý
Ctirad Malý (7. listopadu 1885 - ?) byl český fotbalista, útočník.

## Fotbalová kariéra
Hrál za SK Slavia Praha v předligové éře. Za českou reprezentaci nastoupil v letech 1906–1908 ve třech utkáních.